# مجزرة منشار تكساس 2
مجزرة منشار تكساس 2 (بالإنجليزية: The Texas Chain Saw Massacre II)‏، ،باللغة التركية: Teksas Elektrikli Testere Katliamı Bölüm 2)هو فيلم رعب، ميزانيته ضخمة، قامت الولايات المتحدة بإنتاجه في عام1986.وهوالجزء الثاني من سلسة الفيلم مكملا الجزء الأول.قام توب هوبر بإخراج الجزء الأول والثاني من هذا الفيلم، الذي أنتجته شركة إفلام كانون.وكتب السيناريو ل.م كيت كارسون، وقام توم سافيني بعمل المؤثرات الخاصة في الفيلم.جسد الممثل دينيس هوبر، الذي حصل على جائزة الأوسكار دور lefty ، وشارك كلا من كارولين ويليام التي قامت بدورstretch، جيم سيادو بدور the cook، بيل جونسون ب leatherfaceوبيل موسلي ب chop top في الفيلم. يسرد الفيلم قصة عائلة آكلة لحوم البشر في تكساس، ويدور حول فتاة تدعى stretch، وهي محور الفيلم. تستهلك أهالي القصبة طعام يدعى تشيلي وهو مصنوع من لحوم البشر، التي أنتجته عائلة آكله لحوم البشر، كما أن الأهالي يتدخلون في حادثة أكل لحوم البشر دون إدراك منهم للأمر.وبدأت ظهور الجرائم مرة أخرى بالمنشار لتجهز لحم هذا الطعام المشهور في القصبة، وذلك بواسطة أحد أفراد العائلة ويدعى ديري سورات مع أخيه تشوب توب.وفي تلك الإثناء، يأتي ليفتي إلى المدينة للانتقام من تلك العائلة التي قتلت مسبقاً أحد أبناء أخوته، ويجد نفسه في وسط معركة ضد العائلة بسبب سترتش.يمضي الجزء الثاني من الفيلم بالأحداث التي تكون بين سترتش، ليفتي والعائلة.يحتوي الفيلم على مشاهد كوميدية بالرغم من الشدة والعنف به كما في فيلم مستذئب أمريكي في لندن؛ لذلك يعتبر الفيلم كوميديا سوداء. قام الناقد السينمائي علي مراد جوفين بتقييم الفيلم بأنه من أفضل عشر أفلام في قائمة أفلام الدرجة الثانية.

## الموضوع
اتصل شابان سكرانان متوجهان إلى دالاس من طريق مهجور في تكساس، ببرنامج سترتش الإذاعي دي جي بالتليفون، ولكن الخط كان مشغولا.أطلق شاب يدعى ريك النيران طوال الطريق على لوحات الطريق بسلاحه ماركة 44ماغنوم.ثم رأوا أن سيارة ما آتية في الإتجاه المعاكس لسيارتهم، وتسبب ذلك في انحراف السيارة متجهةً للشريط المتواجدة فيها هذه السيارة مع سيارتهم.وعندما وصل الشابان لنهاية الطريق مساءً، اتصلوا مرة أخرى بالبرنامج، وهنا تقطع السيارة التي ضللها الشباب، الطريق أمام سيارتهم.وكانت السيارة تسير في الإتجاه المعاكس بشكل موازي لسيارة الشباب ثم اعتدى ديري سوراط على الشباب بمنشاره الكهربائي الذي أخرجه من سيارته.إذا لم يطلق ريك الرصاص على ديري سوراط، لقطع ديري رأس صاحبه الذي يقود السيارة، مما يتسبب إلى وقوع حادثة.في تلك الأثناء، كانت تسجل سترتش التي في طرف الهاتف الآخر، أصوات المنشار والصراخ الصادر من الهاتف في الكاسيت.في اليوم التالي أتت الشرطة مع حارس تكساس السابق ليفتي اينريت (دينيس هوبر)لمكان الحادث.يبحث ليفتي منذ14عاما الماضية عن اختفاء قريبته سالي هارديستي وأخيها المعوق فرانكلين.وظن أن اختفاء أقاربه متعلق بجرائم هذا المنشار.قامت سترتش بإحضار الكاسيت المسجل به أصوات المنشار والصراخ إلى ليفتي، لأنه يحقق في هذه الأحداث.بينما يريد ليفتي حل هذه القضية وحده.ثم ذهبت سترتش مع مدير المحطة الإذاعية ل.ج ميك بيترز؛ لتسجيل مسابقة الصلصة الحارة بين تكساس وأوكلاهوما.كان الأول في المسابقة طباخ اسمه درايتون سوير.اما عن لفتي؛ فقد ذهب لمحل الذي يبيع المنشار الكهربائي ويدعى Cut-Rite Chain Saws، وقام بشراء منشار كبير واثنين صغيرين لمحاربة القتلة.وحينما عادت سترتش إلى المحطة الإذاعية، رأت هناك ليفتي حيث أراد ليفتي منها إذاعة المسجل الصوتي الذي به أصوات المنشار والصراخ في البرنامج الإذاعي، ونفذت سترتش طلبه.بعد أن عاد درايتون سوير من المسابقة، علم بإذاعة الجرائم التي إرتكبها أخواته في الإذاعة.وظلت سترتش بمفردها في المحطة الإذاعية بعد مغادرة إل.جي من المحطة في المساء، وفي تلك الأثناء لاحظت دخول شخص ما للمحطة وكان ذلك الشخص أحد من يرتكبون الجرائم بالمنشار، يدعى شوب توب.وسرعان ماهربت سترتش بمجرد رؤيتها ل ديري سوراط، ودخلت غرفة ما وأغلقت الباب عليها، صوب ديري المنشار بالخطأ تجاه رأس شوب توب، مما أدى إلى كشط فروة رأسه قليلا.لاحظ إل.جي عند عودته إلى المحطة وجود سيارة غريبة، ورأى في الداخل بما فعله شوب توب من خدش أسطواناته.قام ديري بالاعتداء على إل.جي، وقام شوب توب بضربه مراراً على رأسه بالشاكوش، مما تسبب ذلك في إغماءه، ولم يستطع ديري فتح الباب بمنشاره، لذلك نشر الجدار به وقام بأسر سترتش.وظن شوب توب أن ديري قام بقتل سترتش، لكن لم يفعل ذلك ديري نظراً لحبه لها.غادر ديري سوراط وشوب توب المكان حاملين إل.جي إلى سيارتهما.وتعقبت سترتش هؤلاء القتلة الذين قاموا باختطاف إل.جي.ووصلت إلى مدينة ملاهي مهجورة.وأثناء طريقها ظنت أن هناك من يتعقب سيارتها، وبالفعل كان ليفتي هو ذلك الشخص الذي يتعقبها.وفهمت ذلك فيما بعد، هبطت سيارتها نتيجة لهبوط سطح الأرض.سقطت إلى مجزرة أسفل سطح الأرض التي تعيش فيها العائلة آكلة لحوم البشر بالمنشار، وكان ديري أول من وجدها.قام ديري بربطها في الغرفة التي تققطع فيها اللحوم مُخفيها عن أهله وكان فيها أيضاً إل.جي وهو على وشك الموت.قام بقطع الحبل المربوطة بيه سترتش وهربها ثم مات..لكن استطاع ديري أولا الإمساك بها، ثم اكتشفها هذه المرة كلا من شوب توب ودرايتون سوير.فهم درايتون أن ديري يحب سترتش ويريد أن يكون معها، فتوقع أنه لا يستطيع إعطاء لحم سترتش كعشاء للجد.
ظل ليفتي يبحث عن هذه العائلة ذو المنشار في هذه المدينة تحت الأرض، وتصادف أثناء تجولاته بجثة ابن شقيقه فرانكلين.والمفروض أن سترتش هي طعام الجد في وجبة العشاء، حتى وإن لم يعجب ديري بهذا الوضع، فلم يستطع أن يعارض عائلته.أتى ليفتي أثناء محاولات الجد، شوب توب ودرايتون قتل سترتش وحينما رأى أنهم يقومون بتعذيبها، كسر أولا ساق درايتون وأختبأ درايتون أسفل منضدة، وهربت سترتش وذهب خلفها شوب توب للإمساك بها.أخذ ديري سوراط منشاره، وبدأت المقاتلة بين ديري وليفتي مستخدمين كلاهما منشارهما.في نهاية المقاتلة فاز ليفتي غارزاً منشاره في بطن ديري يوز.وبسبب قلق درايتون بأنه سيتم القبض عليه، قام بتفجير المجزرة تحت الأرض بقنبلة يدوية.صعدت سترتش بعد هروبها من شوب توب إلى الأرض وهي تكون نسخة من ماترهورن التابعة لحديقة الملاهي.حينما صعد أيضاً شوب توب، هجم عليها ثم أخذت منشار الجدة الكبرى وهاجمته.وسقط شوب توب في المجزرة تحت الأرض المنفجرة.

## الإنتاج
دخل فيلم مذبحة تكساس الأصلي السينما في الولايات المتحدة في1اكتوبر1974 والذي قام بإخراجه المخرج الإمريكي توب هوبر. وضعت بعض الدول الرقابة على هذا الفيلم المحتوي على مشاهد عنف ظثيرة، والبعض الآخر منعه.استطاع توب هوبر استرجاع حقوق الفيلم بعد 11عاما من التقاضي.وهكذا يمكنه البدء في تكملة إنتاج الفيلم.ومن جانب آخر، اذاعت نيو لاين سينما عن الفيلم الأصلي مرة أخرى في 1981، وفي العام التالي خطط وارن سكارا وهو شريك هوبر الآخر في تكملة الفيلم.وقد انتشرت الإشاعات بخصوص تكملة هذا الفيلم في نهاية عام 1983وأصبحت حقيقة واقعة في يوم2 نوفمبر عام1983من خلال نشر إعلان في صفحة كاملة في هذا الصدد وذلك في مجلة هوليوود ريبورتر. وقع هوبر في 1984عقدا مع شركة أفلام كانون ووفقا للعقد سوف يخرج هوبر ثلاث أفلام لهذه الشركة، فيلم لايف فورس (1985) أول هذه الأفلام، والغزاة من المريخ (1986) ثانيهما، فكر توب هوبر وكيم هنكل بتسمية الفيلم الذي سيكون تكملة للفيلم الأصلي ب Beyond The Valley Of The Texas Chainsaw Massacre أي مجزرة تكساس ماوراء الوادي قبل فيلم المجزرة وهو مايكون الفيلم الثالث من العقد.وقد تم التخطيط بأن يدور الفيلم حول مدينة تابعة لآكلين لحوم البشر تماما، ونقد اوتيل جهنم_فندق الجحيم (1980) الذي نقد الفيلم الأصلي لكن أراد الاستوديو فعل تغييرات جوهرية في السيناريو، وتغيير كاتب السيناريو أيضا؛ لذلك تم إلغاء هذا الفيلم.
قد خصص توب هوبر ميزانية ضخمة للفيلم وهي 4.700.000دولار. وتم تعويض مصاريف هذه الميزانية من فيلم Poltergeist أي الأرواح الشريرة، الذي أخرجه توب هوبر وقام بإنتاجه وكتابة السيناريو ستيفن سيبلبرغ في 1982.
تم اختيار مدينة أوستن وهي عاصمة ولاية تكساس لتصوير الفيلم فيها، والمخرج توب هوبر أيضا من مواطني مدينة أوستن. وجد Sjon Ueckert أماكن مناسبة لتصويرالفيلم، وكانت مدينة ملاهي البراري ديل هي الموقع الأساسي لتصوير الفيلم. تم افتتاح ملاهي البراري ديل مابين سنوات 1983/1984وتقع في شمال 35,40ميلا لمدينة أوستن، وتم التصوير فيها مدينة تحت الأرض.كما تم استخدام هذه الملاهي فقط للفيلم بعد إغلاقها وهُدمت بعد الانتهاء من تصويره.ويوجد اليوم حديقة آر.في بحيرة الزمرد بدلا من حديقة البراري ديل.الدكان أيضا الذي تم شراء المنشار الكهربائي منه الذي اسمه Cut-Rite Chain Saws، كان أحد أماكن تصوير الفيلم، وتلك المنطقة في موباك وسط مدينة أوستن شارع رقم 5.وتم بيع هذا المحل في 2005ويحل اليوم مكانه بار اسمه مين إياد كاتMean Eyed Cat.
قام جون فوليج خبير الماكياج بتصميم القناع الذي ارتدته شخصية ديري سوراط.تم بدء تصوير الفيلم في يوم 3مايو عام 1986وتم الانتهاء منه في 4يوليو 1986.قد تم تجهيز بوستر الفيلم الذي فيه عائلة سوير مستوحياً من بوستر فيلم The Breakfast Clup أي نادي الإفطار في عام 1985.

### السيناريو
سوف يتناول فيلم مذبحة تكساس ماوراء الوادي الذي سيكون تكملة للفيلم الأصلي، خروج بطلة الجزء الأول للفيلم من مستشفى الأمراض العقلية التي كانت فيها، والعودة إلى تكساس للبحث عن  المدينة المنتمي اليها آكلين لحوم البشر، والبحث أيضا عن عائلة آكلة لحوم البشر وأصدقائهم.بعد إلغاء الفيلم، بدأ المخرج توب هوبر بالتقرب من إل.إم كيت كارسون كاتب سيناريو فيلم باريس_تكساس.
قد أنهى كارسون أول سيناريو للفيلم في تاريخ 7 مارس1986. يوجد في هذا السيناريو الأصلي شخصية المسافر المتطفل (مستوقف السيارات) في الفيلم الأول بدلا من شوب توب.قد تم تصميم هذه الشخصية مره أخرى والذي سيكون على هيئة لوحة معدنية في رأسه، واُطلق عليه اسم رأس اللوح Plaka kafa. اما شخصية الجد، فهو ميت في هذا السيناريو وحُملت جثته إلى جانب مستوقف السيارات.قد حدثت تغييرات عديدة في السيناريو؛ نظراً لعدم القدرة على التفاهم مع ادوين نيل بالنسبة لشخصية مستوقف السيارات، وصُممت شخصية شوب توب بدلا من مستوقف السيارات، وتم منح دور الجد القديم لمستوقف السيارات، لقد ذُكر لأول مرة في هذا الفيلم عن اسم الشخصية الحقيقي المُلقب ب ديري سوراط، الذي قام بتجسيدها الممثل غونار هانسن، وشخصية الرجل العجوز الذي جسدها جيم سيدو في الفيلم الأول.وتم استبعاد بعض اجزاء من الفيلم في السيناريو.
يقول الكاتب جيفري نيسال أن التحنيط الذي تم رأيته في سلسلة الأفلام مثل فيلم سايكو (1960)، مجزرة منشار تكساس وصمت الحملان (1991)مقتبس من حياة السفاح إيد جين.والتحنيط يعني: فن حشو الحيوان (ليس فقط اعتبار الحيوان أو الجلد البشري وثناً، لكن أيضا تنفيذ جميع الطرق المختلفة التي تجرد بين الإحياء والأموات)وسلط الأضواء على الجمال، وحشية النظام الأبوي وهمجية ثقافة الاستهلاك وانعكاس كل هذه الهمجية والوحشية في الحياة اليومية، كما أنه دافع عن القتلة الذين نقلوا تجارب حياتهم اليومية بشكل غير منطقي.
نوع فيلم مجزرة تكساس الذي يكونالجزء الأول للفيلم يكون رعب، اما الجزء الثاني الذي اسمه المجزره فهو يعتبر كوميديا سوداء.فقد مزج مخرج الفيلم توب هوبر وكاتب السيناريو إل.إم كيت كارسون الكوميديا لموضوع الفيلم.
أرادت أفلام كانون شركة الإنتاج قبل تصوير الفيلم على أنه سيتم تصويره إلا أن يكون فيلم رعب فقط وقد قالت كارولين ويليامز فيما يتعلق بأن يكون الفيلم كوميديا سوداء أن هذه الكوميديا هي كوميديا سوداء لا يمكن تصديقها.
شعار هذا الفيلم هو: عاد الرنين بعد عشر سنوات من الصمت.يوجد ملخص للفيلم في بدايتة مثل سلسلة الأفلام الأخرى.

### طاقم العمل
جيم سيدو هو الممثل الوحيد الذي مثل أيضا في الفيلم السابق. عندما تم نداءالممثلة كارولين ويليامز ، التي قامت بدور سترتش في الفيلم ومثلت أيضا في فيلم الخلق،هالووين، صرخة، يوم الجمعة الثالث عشر وفيلم كابوس في شارع إيلم والتي جسدت البنت الأساسية في الفيلم التي تم إنقاذها من القاتل، من أجل مقابلات الفيلم كانت حينها تعمل في دالاس، وقد اتفق المنتجون معها لهذا الدور الأساسي، وبالإضافة إلى ذلك، شاهدت سترتش فيلمها الأول في فرقة لكرة القدم في أوستن لأول مره عام 1974.
قالت الناقدة كيم نيومان في مجلة البصر والصوت بخصوص الممثلة كارولين ويليامز في تاريخ 1 اكتوبر 2001 أنها«البطالة الفائزة في دور سترتش».
قد قالت كارولين أن أفضل جزء في الفيلم هو العمل مع الممثلين الذين قاما بتجسيد شخصية ديري سوراط، ولكن صرحت بعدم رضاها عن حذف أجزاء من الفيلم في السيناريو وبإجبار كانون للمخرج هوبر وأن هذا كان مفجعاً بالنسبة لها.
وكان من المخطط أن يقوم الممثل غونار هانسن بتجسيد شخصية ديري سوراط في هذا الجزء كما جسدها في الجزءالأول، وعرض بات أورسيز وكيل كاست الفيلم 1.256دولار أسبوعيا على هانسن إلا أن بسبب عدم الإتفاق على الأجر  أخذ الدور بيل جونسون المُعجب  بالجزء الأول للفيلم، وبالإضافة إلى ذلك، فقد جسد الدوبلير روبرت إلمور أيضاً شخصية ديري في جزء معين في الفيلم. وقد قالت وكالة جونسون «ينبغي على من يمثل شخصية ديري سوراط أن يكون مشابهاً ل بابي هويي وهي شخصية هارفي كوميكس».أوضح جونسون أن «قامته ليست طويلة بقدر هانسن، لكن لم يكن هذا مهماً».
علاوة على ذلك، قال هانسن «أن سيناريو الفيلم الذي يمثله لتجسيد دور ديري سوراط يجب يصبح جيداً».قد عُرض على الممثل بيل جونسون دور ديري سوراط في (عودة مذبحة تكساس)، وهو الجزء الرابع للفيلم في 1994، لكن تم الإتفاق مع الممثل روبرت جاكس.
لعبت شخصية المسافر المتطفل في السيناريو الأصلي الذي كتبه إل.إم كيت كارسون، دور أيضا في هذا الفيلم متواجداً على رأسه لوح معدني.تم حدوث تغييرات في السيناريو بسبب عدم التفاهم مع ادوين نيل.رأى المخرج توب هوبر أن الممثل بيل موسلي مناسباً لدور شوب توب في السيناريو الجديد، وهو الذي قام بتجسيد دور المسافر المتطفل في محاكاة الفيلم الأصلي المسمى ب The Texas Chain Saw Manicureوالذي صوره معجبو فيلم مذبحة تكساس، وتم بالفعل الإتفاق معه وكان ذلك الدور هو أكبر دور له. وتم الإتفاق مره أخرى مع كين إيفرت لدور الجد ومن المقرر أنه يكون كبير في هذا السيناريو الجديد.وبالنسبة لدور ليفتي تم التعاقد مع الممثل دينيس هوبر.توظف لو بيريمان الذي جسد دور إل.جي ميك بيترز وظيفة مساعد كاميرا في تصوير الفيلم الأصلي مذبحة تكساس. كان جونسون متعرف على بيريمان من قبل الفيلم، فالإثنان مثلا معاً في فيلمFast Moneyفي 1980، إلا إن معرفتهما الأولى لم تكن أيضاً في هذا الفيلم.

### طاقم عمل الممثلين
- الممثل دينيس هوبر في دور ليفتي إنرايت، وهو بطل الفيلم.أتى إلى المدينة للانتقام من عائلة سوير الذين قاموا بتعذيب وقتل أقرابه واستطاع بالفعل الوصول اليهم بمساعدة دي.جي.
- الممثلة كارولين ويليامز في دور سترتش، وهي نفسها دي.جي.قامت عائلة سوير بأسرها بعد مساعدتها ل ليفتي.
- الممثل جيم سيدو في دور درايتون سوير، وهو أحد أعضاء عائلة سوير، ويعيش في مدينة تحت الأرض مع عائلته.
- الممثل بيل موسلي في دور شوب توب، وهو أحد أعضاء عائلة سوير، ذهب مع ديري سوراط إلى المحطة الإذاعية التي فيها سترتش وقام بالهجوم عليها.
- الممثل بيل جونسون في دور ديري سوراط، وهو أحد أعضاء عائلة سوير، واسمه الحقيقي بوبا وعندما وجد سترتش في المكان الذي يعيشون فيه، خبأها عن أهله لحبه لها.
- الممثل لو بيريمان في دور إل.جي ميك بيترز، وهو صديق سترتش، يعمل مع سترتش في المحطة الإذاعية، وقامت عائلة سوير بقتله.
- الممثل كين إيفرت في دور الجد، كبير عائلة سوير، ومات في الانفجار في نهاية الفيلم.
- الممثل هارلان جوردن في دور الشرطي.
- الممثل كيرك سيسكو في دور المخبر (المفتش).
- الممثل جاميس ن.هاريل في دور بائع المنشار.
- الممثل باري كينيون في دور بوز سائق المرسيدس.
- الممثل كريس دوريداس في دور ريك (المدفعي).
- الممثل كنكي فريدمان في دور المذيع الرياضي.
- الممثل ويرت كاين في دور المذيع.
- الممثل جودي كيلي في دور مذيع المسابقة.
- الممثل دان جنكينز في دور مذيع المباراة.
- الممثل جو بوب بريغز في دور جونزو.
- الممثل جون مارتن أيفي في دور المترف.
- الممثل راشيل وينفريي في دور الضيف.

### التصوير
يعد الفيلم واحدا من ثلاث وأربعون فيلم قامت شركة كانون بتصويرهم في عام 1986. مخرج هذا الفيلم هو توب هوبر وأيضاً مخرج الجزءالأول.شغل كلا من جون مويو ونيوت أرنولد منصب مخرج ثانِ في الفيلم. في تاريخ 5مايو1986، تم البدء في تصوير الفيلم في دكان اسمه Cut-Rite Chain Saws. وكانت مدينة أوستن في تكساس هي موقع التصوير، واضطر فريق العمل بسبب درجة حرارة الجو للتصوير في متنزه البراري ديل.أثناء التصوير، عانى كلا من المخرج توب هوبر وجونسون من مرض الالتهاب الرئوي.قام فريق عمل الفيلم في عصر يوم 17 مايو بالاحتفال بيوم ميلاد دينيس هوبر.قد كلفهم مشهد المبارزة ثمناً باهظاً.تم تصوير مشهد المنشار في بطن ديري بخدعة السهم المار عبر الرأس.
كان سن المنشار على شكل حرف U، ومن الممكن أن يلف الجزء الأوسط له على الخصر (وسط الإنسان)، وتم مسك هذا الجزء بحزام لضمان بقائه على الجسد.قد صُنعت الكابلات الصلبة، الطويلة والرفيعة الملفوفة على سن المنشار الذي على شكل حرف U، من لوحات صلبة على شكل أنابيب، وتقع الأجزاء الأمامية والخلفية من المنشار (الاجزاء المفلطحة اللامعة فيه) في داخل حلقة المنشار، وهكذا شكّل الجزء الأمامي والخلفي من كل سن في الحلقة سلسلة، وقد اتصلت هذه الأجزاء باللوحات الصلبة، واتاح الكابل الواقع بين هذه اللوحات ترتيب الحلقات الأمامية والخلفية في السلسلة، وقام هذا الكابل بحمل الأجزاء الأمامية والخلفية، وظهر كل هذا في جسم بوبا.قال جونسون أن هذا النظام المُدار بواسطة المحرك الكهربائي كأنه خارج من شنطة معدات الساحر.
أخذ المخرج توب هوبر دور في الفيلم كضيف شرف. حدثت بعض الأخطاء في الفيلم أثناء تصويره، على سبيل المثال:-
ظهرت يد أحد أعضاء فريق العمل بالخطأ في مشهد المقاتلة في نهاية الفيلم، وفي نفس المشهد أيضا كانت مناشير ليفتي وديري لا تعمل كان فقط يصدر منها الصوت والدخان كأنها تعمل، وقد سقطت أيضاً الجائزة التي حصل عليها درايتون في مسابقة الصلصلة الحارة بين تكساس-أوكلاهوما في صحبة ليفتي الذي سقط على المنضدة بهجوم ديري سوراط عليه، وفي نفس المشهد مره أخرى، وعقب الجائزة وقف على الفور على المنضدة.طعنت سترتش في نهاية الفيلم شوب توب متُخذة المنشار الذي من يد الجدة، وكان أيضاً المنشار لايعمل في هذا المشهد، والمصباح أيضاً الذي ألقاه شوب توب على الأرض في المحطة الإذاعية، اختفتى فيما بعد.نزف وجه بوز بعد انقطاع رأسه في طريق تكساس، وبعد بضع ثوانِ قل الدم الذي على وجهه.وقيل في الفيلم أن الجرائم التي في الفيلم (الجزء)الأول قد تم ارتكابها منذ 12،13أو14 عاما.
وكانت سيارة الشباب المُستخدمة في الفيلم ماركة 1981 مرسيدس بنز 380SL، والذين قتلوا في طريق تكساس وماركة سيارات الشرطة الذين أتوا من أجل الجريمة التي على طريق تكساس هي 1983 Buick Skylark،1982 Ford F-Seriesو1985 Ford LTD.ماركة السيارة التي كان داخلها ديري سوراط هي 1985 Chevrolet C-10، وسيارة ليفتي إنرايت 1983 Ford LTD، ودرايتون سوير هي Grumman-Olson Kurbmaster، كما تم استخدام أيضاً سيارة في الفيلم ماركة 1959 Edsel Ranger. وتم استخدام فيلم33مم في تصوير الفيلم، وتم تسجيل الفيلم ب الترا ستيريوUltra Stereo.

### الموسيقى
قدّم كلا من واينا بيل وتوب هوبر موسيقى الجزء الأول للفيلم، وتوب هوبر وجيري لامبرت موسيقى هذا الفيلم، وقدّما كلاهما أيضا الموسيقى الافتتاحية للفيلم، وقد قدّم داني إلفمانالموسيقى له، وهذه الموسيقى هي قطعة مسماة ب«لا يعيش أحد للأبد» من الألبوم الصادر في تاريخ 28نوفمبر1985 والمُسمى ب "Dead Man's Party"التابع لفرقة أوينجو بوينجو.وكتب إلفمان كلمات هذه الموسيقى. في عام 1986, تم بيع موسيقى الفيلم على شكل أشرطة موسيقية في كندا، المملكة المتحدة وهولندا.يوجد أيضا في هذا الألبوم مقطوعة اسمها«لا يعيش أحد للأبد» لفرقة أوينجو بوينجو. يوجد جروب تيمبوك3في الألبوم الصادر في 1986، «تعظيم من تيمبوك3»، «الحياو صعبة» و«عار عليك».أن مقطوعة«عار عليك» كانت إحدى المقطوعات التي بدأ بها الفيلم.المقطوعات الواقعة في ألبوم الموسيقى التصويرية للفيلم، ما يلي:-
«جيد أن تكون سيء»(سيد الكنيسة الجديدة)-1:00
«هيا هيا ياماك»(الكرامبس)-4:46
«الرأس المقطوعة»(شقراء صلبة)-2:48
«الحياة صعبة»(تيمبوك3)-4:11
«الليلة البيضاء»(الأغنية المشعلة)-4:51
«تحدث اشياء غريبة»(ستيوارت كوبلاند)-3:03
«على كتفك»(شقراء صلبة)-3:02
«عار عليك»(تيمبوك)-5:05
«العقل الاعوجاج»(سيد الكنيسة الجديدة)-3:46
«لا يعيش أحد للأبد»(أوينجو بينجو)-1:23.

## التوزيع

### عرض الفيلم
تم عرض الفيلم أولا في الولايات المتحدة الأمريكية في 22أغسطس1986، قد حقق هذا الفيلم 2,822,439دولار في الأسبوع الأول من عرضه في 1474شاشة عرض في الولايات المتحدة الأمريكية، وحقق إجمالي 8,025,872 دولار، وهذا الفيلم تم تصويره بميزانية 4,700,000دولار.أصبح الفيلم الرابع من ناحية نجاحه في شباك التذاكر بالنسبة لأفلام مذبحة تكساس الأخرى. عرضت بوب لصناعة السينما Film Pop Filmcilik الفيلم في تركيا باسم katliam في فبراير 1988.قد تم إعداد ملصق (بوستر)خاص مرسوم باليد للفيلم، وطبع جان أوفست هذا البوستر.جهزت أيضاً شركة أفلام كانون لقطات خاصة للفيلم، وتوجد في هذه اللقطات مشاهد من الفيلم.وماتم كتابته في هذه اللقطة ما يلي:-
قد فزعت الجرائم الوحشية التي قام بارتكابها سفاح عديم الرحمة والشفقة منذ ثلاثة عشر عاما كل الشعب الأمريكي.اختفى القاتل عن الوجود في الأسبوع الذي انتشرت فيه هذه المذبحة الضخمة، والآن..بعد عشر سنوات ..بعد فترة أطول من عشر عادت إسطورة المذبحة من جديد في الساحة.
المخرج: توب هوبر.
في عام 1986، حصلت كارولين ويليامز على جائزة أفضل ممثلة في مهرجان كاتولنيا السينمائي الدولي، وذلك عن دور بروك«سترتش» فانيتا، وفي 1989، تم ترشيح الفيلم في مهرجان فانتاس بورتورالسينمائي الدولي الخيالي الذي تم عقده في البرتغال لجائزة أفضل فيلم، وفي 1987، تم مشاركته أيضاً في مهرجان أفورياز الفيلم الخيالي المعقود في فرنسا.
| البلد           | اسم الترجمة                        | التاريخ     |
| --------------- | ---------------------------------- | ----------- |
| السويد          | Motorsågsmassakern 2               | _           |
| فرنسا           | Massacre à la tronçonneuse 2       | 21يناير1987 |
| اليابان         | 悪魔のいけにえ2 (Akuma no İkenie 2 | اكتوبر1986  |
| المملكة المتحدة | The Texas Chainsaw Massacre 2      | 5اكتوبر2001 |

| الدولة                     | اسم الترجمة                     | تاريخ العرض |
| -------------------------- | ------------------------------- | ----------- |
| أرجنتين                    | La masacre de Texas 2           | -           |
| الولايات المتحدة الأمريكية | Texas Chainsaw Massacre 2       | 6أغسطس 1986 |
| البرازيل                   | O Massacre da Serra Elétrica 2  | -           |
| إيطاليا                    | Non aprite quella porta parte 2 | -           |

### السينما المنزلية
تم عرض الفيلم على أشرطة في إتش إس(نظام الفيديو المنزليVHS)وذلك بعد عرضه في السينما، وقد اذاعت شركة Anchor Bay Entertainment Inc.ال في إتش إسالخاص بالفيلم في تاريخ 30اكتوبر1996، ومترو غولدين ماير (MGM Home Entertainment)في تاريخ1سبتمبر1998. وفضلا عن ذلك، قد عرضت الفيلم أيضاً شركات مثل Condor Video، Fusion Video، Image Entertainment،HBO Home Video، Media Home Entertainment،Video Treasures وMovies Unlimitedفي شكل «في إتش إس».وعرضت أيضاً Transmundo Home Video «في إتش إس» للفيلم في الأرجنتين باسم Masacre En El Infiernoأى مذبحة في الجحيم. وفي 1أغسطس عام2000عرضت أيضاً مترو غولدين ماير (MGM)الفيلم على شكل دي في ديDVD.وقد اذاعت MGM ال دي في دي الخاص بالفيلم بعنوان «النسخة الشنيعة» وذلك في تاريخ 10اكتوبر2006.يوجد في داخل ال دي في دي:-
تعليقات صوتية متعلقة بمخرج الفيلم الأصلي توب هوبر، ومخرج فيلم Texas Chainsaw Massacre: The Shocking Truth ديفيد جريجوري، وتعليقات صوتية أيضاً ل بيل موسلي، كارولين ويليامز وتوم سافيني، ويوجد في دي في دي أيضاً المشاهد المقطوعة والمحذوفة من النسخة، كما يوجد معرض لأربع صور ترويجية.في تاريخ21نوفمبر 2007، أصدر «تيجلون» VCDوDVDالخاصين بالفيلم في تركيا باسم مذبحة تكساس الجزء الثاني، وملخص الفيلم على غلافهما ما يلي:-
هذا الفيلم سيغير مفهومكم عن الفيلم الرعب حتى الآن.
أعجب عشاق أفلام الرعب بأهم عمل فني للمخرج توب هوبر بعد عرض جزء الفيلم الأول في 1974، وبعد عشرين عاما، تحصل ثانيةً أعمال دينيس هوبر على مرشح جائزة الأوسكار، ويعرض أداء رصيده المهني الأكثر جنونا.ونجح ليفتي إنرايت في الوصول لعائلة سوير للانتقام منها.
قد صنعت شركة Gentle Giant Ltdتمثالا نصفياً ل شوب توب من أجل فيلم مذبحة تكساس، ويبلغ طول هذا التمثال 7.25بوصة. وصنعت نفس الشركة أيضاً تمثال نصفي ل ديري سوراط لفيلم مذبحة تكساس الجزء ال2، وطوله 8بوصات.
كما صنع «ميزكو تويز» تماثيل شوب توب وديري سوراط لفيلم المذبحة.وكان متوفرا وضع دُمية المسافر المتطفل وأيادي احتياطية بجانب شوب توب، ورأس وإذاعة أخرى لشوب توب.كان يوجد بجانب تمثال ديري سوراط الذي صنعه ميزكو تويز ساطور، منشار يدوي ومنشار كهربائي، كما يوجد أيضاُ القناع المصنوع من جلد وجه إل.إم ميك بيترز الذي ثبته ديري لفانيتا. بالإضافة إلى ذلك، صنع Sideshow Collectiblesفي2008 تمثال ل ديري سوراط، ويوجد ديري سوراط ومنشاره فقط في هذا التمثال. في 2007، تم تقديم تمثالان ديري سوراط إلى السوق.

## رد الفعل على الفيلم

### التعليقات على الفيلم
تم منع عرض الفيلم في ألمانيا، سنغافورة، النرويج، السويد وأستراليا.وتم عرضه في الأرجنتين، فرنسا، هولندا، كندا، تركيا والدنمارك من عمر 16عاما فأكثر، بينما في المملكة المتحدة، فنلندا، نيوزيلندا وتشيلي من 18 عاما ولكن تم عرضه في الولايات المتحدة الأمريكية دون وضع حد أدنى للسن. قد تم حظر الفيلم من عرضه في أستراليا لمدة 20عاما ثم اُعيد النظر مرة أخرى في عام2006 في هذه المسألة وتم عرضه فيها على شرائط DVD. في 21نوفمبر2007، عند عرض الفيلم في تركيا باسم مذبحة تكساس2على أشرطة DVDوVCD، أصدر «تيجلون» تنبيه بعدم مشاهدة الفيلم لمن هم أقل من 13عاما. في العموم تم عرضه موضوعاً تحت المراقبة.أصبحت صورة ديري سوراط في فيلم مذبحة تكساس هي صورة الغلاف في نسخة 57التابعة لمجلة الأفلام الرعب وتدعى Fangoriaوالصادرة في الولايات المتحدة الأمريكية، ومره أخرى في مجلة HorrorHoundفي العدد الثالث2006، وفي عدد1سبتمبر1989 لمجلة Toxic Magazineفي فرنسا.ومتوفرة المقالات حول الفيلم في هذه المجلات.

### تأثيراته
يعتبر الفيلم الكوميدي فيلم مخيف 3والتي قامت الولايات المتحدة الأمريكية بإنتاجه في عام 2003وأخرجه المخرج ديفيد زاكر، محاكاة ساخرة للعديد من الأفلام مثل فيلم الحلقة، الماتريكس، الماتريكس 2 وفيلم مجزرة تكساس2.تعتبر شخصية تابيثا التي تكون إحدى ممثلات فيلم فيلم مخيف 3، محاكاة ساخرة عن نفس شخصية سامارا التي في فيلم الحلقة.ولَوحت طابيثا أيضاً المنشار المار بيديها من على رأسها كما فعل ديري سوراط في فيلم مجزرة تكساس2، ثم استخدمت المنشار ضد سيندي كامبل، ومسكت سيندي كامبل أيضاً بيديها آلة تشبه المنشار لمواجهتها، وفي تلك اللحظة التي ستبدأ طابيثا بالمبارزة مع سيندي، لاحظت سيندى أن الذي في يديها ليس منشاراً.وتتشابه هذه الواقعة بمبارزة ليفتي وديري سوراط في فيلم مجزرة تكساس2.ويعتبر أيضاً فيلم Hollywood Chainsaw Hookers أي عاهرات منشار هوليوود والذي يكون فيلم درجة ثانية، والتي قامت أيضا الولايات المتحدة الأمريكية بإنتاجه في 1988، وأخرجه فريد أولان راى، محاكاة سخرية.ومبارزة المنشار التي قامت بها العاهرات في هذا الفيلم، تشبه أيضاً مبارزة ليفتي وديري في مجزرة تكساس 2.واتخذ الممثل جونر هانسن الذي جسد شخصية ديري سوراط في الفيلم الأصلي مجزرة تكساس، دور أيضاً في هذا الفيلم.اتخذت كارولين ويليامز في فيلم ماشين سوراط الذي يكون تكملة فيلم مجزرة تكساس، والذي قام جيف بورر بإنتاجه، دور شرف فيه.وقال مخرج هذا الفيلم جيف بورر أنه منح هذا الدور لكارولين؛ لأنهما اشتغلا معاً من قبل في فيلمÜvey Baba 2.
صور ويليام هوبر وهو ابن المخرج توب هوبر فيلم Hepsi Amerikan Katliamı أي مجزرة جميع الأمريكيين في عام2000، ويعتبر هذا الفيلم تكملة للجزء الأول لفيلم المجزرة وأيضاً للجزء الثاني له (مذبحة منشار تكساس 2)، ويتناول الفيلم قصة شوب توب حيث بعد إلقاء القبض عليه، يتم وضعه في مستشفى خاصة للأمراض النفسية والعقلية.

## وصلات خارجية
- مجزرة منشار تكساس 2 على موقع IMDb (الإنجليزية)
- مجزرة منشار تكساس 2 على موقع ميتاكريتيك (الإنجليزية)
- مجزرة منشار تكساس 2 على موقع روتن توميتوز (الإنجليزية)
- مجزرة منشار تكساس 2 على موقع نتفليكس (الإنجليزية)
- مجزرة منشار تكساس 2 على موقع ألو سيني (الفرنسية)
- مجزرة منشار تكساس 2 على موقع Turner Classic Movies (الإنجليزية)
- مجزرة منشار تكساس 2 على موقع أول موفي (الإنجليزية)
- مجزرة منشار تكساس 2 على موقع بوكس أوفيس موجو (الإنجليزية)
- مجزرة منشار تكساس 2 على موقع فيلمافينيتي (الإسبانية)
- مجزرة منشار تكساس 2 على موقع قاعدة بيانات الأفلام السويدية (السويدية)